# Erich Walter Hoffmann
Erich Walter Hoffmann (ur. 24 września 1897, zm. 13 listopada 1948) – zbrodniarz nazistowski, funkcjonariusz SS, który był komendantem Blechhammer, podobozu  niemieckiego obozu koncentracyjnego Auschwitz-Birkenau. 
25 maja 1948 został skazany przez Sąd Okręgowy w Gliwicach w jednym z procesów załogi Auschwitz-Birkenau na karę śmierci. Wyrok wykonano przez powieszenie w listopadzie 1948.